# Petre Tobă
Petre Tobă (ur. 18 czerwca 1964) – rumuński policjant i urzędnik państwowy, w latach 2009–2010 i 2012–2015 komendant główny rumuńskiej policji, od 2015 do 2016 minister spraw wewnętrznych.

## Życiorys
Z wykształcenia inżynier, ukończył w 1989 studia w Institutul de Construcții w Bukareszcie. W 2000 został absolwentem prawa w Akademii Policyjnej „Alexandru Ioan Cuza”; następnie na Uniwersytecie Obrony Narodowej Rumunii im. Karola I uzyskiwał magisterium (2007) i doktorat (2011).
Od 1990 zawodowo związany z Poliția Română, zaczynał jako oficer operacyjny w stołecznej policji. Stopniowo awansował w strukturach tej służby, wchodził w skład kierownictwa bukareszteńskiej policji, zaś w latach 2007–2009 był zastępcą komendanta głównego. Następnie przez rok po raz pierwszy kierował rumuńską policją. W latach 2011–2012 był zastępcą sekretarza generalnego w resorcie administracji i spraw wewnętrznych, a w 2012 przez trzy miesiące sekretarzem stanu w tym ministerstwie. Od 2012 do 2015 ponownie sprawował urząd komendanta głównego Poliția Română.
W listopadzie 2015 w technicznym rządzie, na czele którego stanął Dacian Cioloș, objął stanowisko ministra spraw wewnętrznych. Podał się do dymisji we wrześniu 2016, gdy został objęty postępowaniem prowadzonym przez służbę antykorupcyjną DNA.
Odznaczony m.in. Krzyżem Kawalerskim Orderu Gwiazdy Rumunii.